# رودريغو تيكسيرا
رودريغو تيكسيرا (بالبرتغالية: Rodrigo Teixeira Pereira) (16 يونيو 1978 ببيلو هوريزونتي في البرازيل - ) هو لاعب كرة قدم برازيلي في مركز الهجوم. لعب مع أتلتيكو جونيور وبرشلونة جواياكويل وساو كريستوفاو وسبورتيفو لوكوينو وفيهين فيسبادن ونادي أبو مسلم خراسان ونادي بياترا نيامتس ونادي فاسكو دا غاما ونادي كاراكاس وناسيونال أسونسيون وديبورتيفو كوينكا وC.D. Esmeraldas Petrolero ‏ وDeportivo Santaní ‏ ونادي غواراني (نادي كرة قدم) وكوكوتا ديبورتيفو ‏.

## وصلات خارجية
- رودريغو تيكسيرا على موقع قاعدة بيانات كرة القدم.إي يو (الإنجليزية)
- رودريغو تيكسيرا على موقع Soccerway.com (الإنجليزية)